# 에코볼트
에코볼트 주식회사(Ecovolt)는 대한민국의 자동차 부품 제조업체이다.

## 역사
2023년 7월에 에스맥에서 에코볼트로 사명을 변경하였다.